# アタウルフ
アタウルフ（Ataulf、370年頃 - 415年8月15日）は、西ゴート族の王（在位：410年 - 415年）。

## 来歴
西ゴート族の王アラリック1世は、410年にローマを掠奪したのち、シチリアに渡るためメッシーナに向かって南方を目指した。おそらくシチリアからアフリカに渡るつもりだったと思われる。しかし船がないためこの計画は頓挫した。西ゴート族は再度北方を目指したが、同年イタリア半島南端でアラリックは死去した。
アラリックには息子がなかったため、義理の兄弟であるアタウルフが跡を継いだ。食料に困窮した西ゴート族は412年にティレニア海沿岸を北上し、アルプス山脈を越えてガリアに乱入した。ヨルダネスによれば、その通った跡はあたかもイナゴの大群が通り過ぎたかのようであったという。
ガリアに入ったアタウルフは、ローマ皇帝ホノリウスとの交渉に入った。ローマ略奪の際、西ゴート族に連れ去られたホノリウスの姉妹ガッラ・プラキディアは、仲介役を果たした。西ゴート族はガリアで食料と定住地を保証される代償として、ガッラ・プラキディアを解放し、またガリアのローマ人によって擁立されていたホノリウスの対立皇帝ヨウィヌスと戦うことが取り決められた。アタウルフは翌413年にウァレンティアでヨウィヌスを攻撃してこれを捕らえ、ホノリウスの総督に引き渡した。しかし西ゴート族側がガッラ・プラキディアの引き渡しを拒んだため、協約は無に帰した。ホノリウスは食料の引き渡しをとりやめ、困窮した西ゴート族が南ガリアを去るだろうと見込んでいた。しかし西ゴート族は、マッシリア攻防戦でアタウルフが負傷しながらも、ナルボ、トロサ、ブルディガラを征服した。
414年、アタウルフはガッラ・プラキディアとローマ式の結婚をして、ゴート人やローマ人を驚かせた。この結婚により、アタウルフにはローマ帝国をゴート族のものにしようという意思がないこと、むしろゴート族の力でローマ帝国を刷新しようという王の意志が示された。オロシウスによれば、この意志は王妃の説得によるものだったという。同年テオドシウスという名の息子が生まれたが、この子は生後間もなく死去した。
プラキディアはマギステル・ミリトゥムであったコンスタンティウス3世の許嫁であったため、この結婚を機にコンスタンティウスはアタウルフの攻撃を開始した。アタウルフは先王アラリックに倣い、プリスクス・アッタルスの呼びかけに応える形でアッタルスをローマ皇帝に即位させた。しかし、コンスタンティウスがアルルを根拠地に南ガリアの港湾を封鎖し、配下の西ゴート族の困窮が甚だしくなったため、アタウルフは415年にスペインに向けてガリアを去らざるを得なくなった。同年晩夏、412年にアタウルフが処刑したサルスの部下の復讐にあい、バルキオで暗殺された。

## 史料
- ヨルダネス: De origine actibusque Getarum
- オロシウス: Historium adversum paganos VII 43, 4-7
- オリュンピオドロス: Fragmente